# Mil Veces
"Mil Veces" é uma canção da cantora brasileira Anitta, gravada para seu sexto álbum de estúdio, Funk Generation (2024). A canção foi lançada como o segundo single do álbum em 19 de outubro de 2023, através da Floresta Records, Republic Records e Universal Music Latino.
A canção venceu o MTV Video Music Award para Melhor Vídeo Latino, marcando a terceira vitória consecutiva de Anitta na categoria, e foi indicada ao Grammy Latino de Gravação do Ano.

## Antecedentes
Em 17 de agosto de 2023, Anitta lançou o extended play (EP) Funk Generation: A Favela Love Story, um projeto audiovisual e o "primeiro capítulo" do futuro sexto álbum de estúdio da artista. O projeto contém três singles oficiais — "Funk Rave", "Casi Casi" e "Used to Be" — ambas lançadas com seus respectivos vídeos musicais. Em 23 de setembro de 2023, Anitta se apresentou no Global Citizen Festival, em Nova Iorque, evento que defende causas relacionadas ao meio ambiente e desenvolvimento mundial, cantando as músicas "Funk Rave", "Envolver", "Rave de Favela", "Girl from Rio", "Bola Rebola", "Boys Don't Cry", um cover de "Garota de Ipanema", de Tom Jobim e Vinicius de Moraes, "Grip" — faixa esperada para ser lançada como o quarto single de divulgação — e um trecho de "Mil Veces". Em 27 de setembro, Anitta divulgou uma prévia da canção em seu TikTok.
Anitta divulgou a data de lançamento de "Mil Veces" para 19 de outubro, juntamente com o seu vídeo musical, gravado no Canadá e com a participação do cantor italiano Damiano David, vocalista da banda de rock Måneskin.

## Apresentações ao vivo
Anitta apresentou "Mil Veces" pela primeira vez em 20 de novembro de 2023 no Operación Triunfo. Em 25 de novembro, Anitta performou a canção no Megaland Music Fest. Em 10 de dezembro, Anitta performou a canção no TikTok In The Mix. Em 22 de fevereiro de 2024, Anitta performou a canção no Premio Lo Nuestro 2024. Em 28 de fevereiro, Anitta performou a canção no Festival de Viña del Mar.

## Remix
Em 4 de janeiro de 2024, Anitta lançou a canção em uma versão remix com participação de Melody. A versão é totalmente em língua portuguesa, adaptado pela cantora, compositora e irmã de Melody, Bella Angel.

## Desempenho comercial
| País — parada (2023)              | Posição máxima |
| --------------------------------- | -------------- |
| Brasil (Billboard Brasil Hot 100) | 22             |
| Brasil (Crowley Latino Airplay)   | 2              |
| Portugal (AFP)                    | 48             |